# Rio Goloviţa
O Rio Goloviţa é um rio da Romênia, afluente do Mar Negro, localizado no distrito de Tulcea.